# Iglesia Bautista de Lagoinha
La Iglesia Bautista de Lagoinha (en portugués: Igreja Batista da Lagoinha) es una iglesia bautista multisitio con sede en Belo Horizonte, Minas Gerais, Brasil. El pastor principal de la iglesia es Márcio Valadão. Está afiliada a la Convención Nacional Bautista, Brasil y Alianza Mundial Bautista. En 2018, la asistencia fue de 50,000 personas. 

## Historia
En 1957, la iglesia comenzó con un grupo de oración de 5 personas a cargo del pastor José Rego Nascimento en Belo Horizonte. En 1970, debido a su proximidad al movimiento carismático, la iglesia fue expulsada de la Convención Batista Brasileña, pero se unirá a la Convención Bautista Nacional, Brasil. En 1972, con 300 miembros, Márcio Valadão se convirtió en el pastor principal. El grupo Diante do Trono se formó en 1997. En 2016, mantenía 100 campus en Brasil y en todo el mundo. En 2024, la iglesia tuvo una asistencia de 50.000 personas.